# Lista cantoanelor din Franța
Aceasta este lista celor 4035 de cantoane ale Franței (la 1 ianuarie 2014) ordonate după departamente.

## Ain (01)
Ambérieu-en-Bugey |
Bâgé-le-Châtel |
Bellegarde-sur-Valserine |
Belley |
Bourg-en-Bresse-Est |
Bourg-en-Bresse-Nord-Centre |
Bourg-en-Bresse-Sud |
Brénod |
Ceyzériat |
Chalamont |
Champagne-en-Valromey |
Châtillon-sur-Chalaronne |
Coligny |
Collonges |
Ferney-Voltaire |
Gex |
Hauteville-Lompnes |
Izernore |
Lagnieu |
Lhuis |
Meximieux |
Miribel |
Montluel |
Montrevel-en-Bresse |
Nantua |
Oyonnax-Nord |
Oyonnax-Sud |
Péronnas |
Poncin |
Pont-d'Ain |
Pont-de-Vaux |
Pont-de-Veyle |
Reyrieux |
Saint-Rambert-en-Bugey |
Saint-Trivier-de-Courtes |
Saint-Trivier-sur-Moignans |
Seyssel |
Thoissey |
Treffort-Cuisiat |
Trévoux |
Villars-les-Dombes |
Viriat |
Virieu-le-Grand

## Aisne (02)
Anizy-le-Château |
Aubenton |
Bohain-en-Vermandois |
Braine |
La Capelle |
Le Catelet |
Charly-sur-Marne |
Château-Thierry |
Chauny |
Condé-en-Brie |
Coucy-le-Château-Auffrique |
Craonne |
Crécy-sur-Serre |
La Fère |
Fère-en-Tardenois |
Guise |
Hirson |
Laon-Nord |
Laon-Sud |
Marle |
Moÿ-de-l'Aisne |
Neufchâtel-sur-Aisne |
Neuilly-Saint-Front |
Le Nouvion-en-Thiérache |
Oulchy-le-Château |
Ribemont |
Rozoy-sur-Serre |
Sains-Richaumont |
Saint-Quentin-Centre |
Saint-Quentin-Nord |
Saint-Quentin-Sud |
Saint-Simon |
Sissonne |
Soissons-Nord |
Soissons-Sud |
Tergnier |
Vailly-sur-Aisne |
Vermand |
Vervins |
Vic-sur-Aisne |
Villers-Cotterêts |
Wassigny

## Allier (03)
Bourbon-l'Archambault |
Cérilly |
Chantelle |
Chevagnes |
Commentry |
Cusset-Nord |
Cusset-Sud |
Domérat-Montluçon-Nord-Ouest |
Dompierre-sur-Besbre |
Le Donjon |
Ébreuil |
Escurolles |
Gannat |
Hérisson |
Huriel |
Jaligny-sur-Besbre |
Lapalisse |
Lurcy-Lévis |
Marcillat-en-Combraille |
Le Mayet-de-Montagne |
Le Montet |
Montluçon-Est |
Montluçon-Nord-Est |
Montluçon-Ouest |
Montluçon-Sud |
Montmarault |
Moulins-Ouest |
Moulins-Sud |
Neuilly-le-Réal |
Saint-Pourçain-sur-Sioule |
Souvigny |
Varennes-sur-Allier |
Vichy-Nord |
Vichy-Sud |
Yzeure

## Alpes-de-Haute-Provence (04)
Allos-Colmars |
Annot |
Banon |
Barcelonnette |
Barrême |
Castellane |
Digne-les-Bains-Est |
Digne-les-Bains-Ouest |
Entrevaux |
Forcalquier |
La Javie |
Le Lauzet-Ubaye |
Manosque-Nord |
Manosque-Sud-Est |
Manosque-Sud-Ouest |
Les Mées |
Mézel |
La Motte-du-Caire |
Moustiers-Sainte-Marie |
Noyers-sur-Jabron |
Peyruis |
Reillanne |
Riez |
Saint-André-les-Alpes |
Saint-Étienne-les-Orgues |
Seyne |
Sisteron |
Turriers |
Valensole |
Volonne

## Hautes-Alpes (05)
Aiguilles |
L'Argentière-la-Bessée |
Aspres-sur-Buëch |
Barcillonnette |
La Bâtie-Neuve |
Briançon-Nord |
Briançon-Sud |
Chorges |
Dévoluy |
Embrun |
Gap-Campagne |
Gap-Centre |
Gap-Nord-Est |
Gap-Nord-Ouest |
Gap-Sud-Est |
Gap-Sud-Ouest |
La Grave |
Guillestre |
Laragne-Montéglin |
Le Monêtier-les-Bains |
Orcières |
Orpierre |
Ribiers |
Rosans |
Saint-Bonnet-en-Champsaur |
Saint-Firmin |
Savines-le-Lac |
Serres |
Tallard |
Veynes

## Alpes-Maritimes (06)
Antibes-Biot |
Antibes-Centre |
Le Bar-sur-Loup |
Beausoleil |
Breil-sur-Roya |
Cagnes-sur-Mer-Centre |
Cagnes-sur-Mer-Ouest |
Cannes-Centre |
Cannes-Est |
Le Cannet |
Carros |
Contes |
Coursegoules |
L'Escarène |
Grasse-Nord |
Grasse-Sud |
Guillaumes |
Lantosque |
Levens |
Mandelieu-Cannes-Ouest |
Menton-Est |
Menton-Ouest |
Mougins |
Nice-1 |
Nice-2 |
Nice-3 |
Nice-4 |
Nice-5 |
Nice-6 |
Nice-7 |
Nice-8 |
Nice-9 |
Nice-10 |
Nice-11 |
Nice-12 |
Nice-13 |
Nice-14 |
Puget-Théniers |
Roquebillière |
Roquestéron |
Saint-Auban |
Saint-Étienne-de-Tinée |
Saint-Laurent-du-Var-Cagnes-sur-Mer-Est |
Saint-Martin-Vésubie |
Saint-Sauveur-sur-Tinée |
Saint-Vallier-de-Thiey |
Sospel |
Tende |
Vallauris-Antibes-Ouest |
Vence |
Villars-sur-Var |
Villefranche-sur-Mer

## Ardèche (07)
Annonay-Nord |
Annonay-Sud |
Antraigues-sur-Volane |
Aubenas |
Bourg-Saint-Andéol |
Burzet |
Le Cheylard |
Chomérac |
Coucouron |
Joyeuse |
Lamastre |
Largentière |
Montpezat-sous-Bauzon |
Privas |
Rochemaure |
Saint-Agrève |
Saint-Étienne-de-Lugdarès |
Saint-Félicien |
Saint-Martin-de-Valamas |
Saint-Péray |
Saint-Pierreville |
Satillieu |
Serrières |
Thueyts |
Tournon-sur-Rhône |
Valgorge |
Vallon-Pont-d'Arc |
Vals-les-Bains |
Les Vans |
Vernoux-en-Vivarais |
Villeneuve-de-Berg |
Viviers |
La Voulte-sur-Rhône

## Ardennes (08)
Asfeld |
Attigny |
Buzancy |
Carignan |
Charleville-Centre |
Charleville-La Houillère |
Château-Porcien |
Chaumont-Porcien |
Le Chesne |
Flize |
Fumay |
Givet |
Grandpré |
Juniville |
Machault |
Mézières-Centre-Ouest |
Mézières-Est |
Monthermé |
Monthois |
Mouzon |
Nouzonville |
Novion-Porcien |
Omont |
Raucourt-et-Flaba |
Renwez |
Rethel |
Revin |
Rocroi |
Rumigny |
Sedan-Est |
Sedan-Nord |
Sedan-Ouest |
Signy-l'Abbaye |
Signy-le-Petit |
Tourteron |
Villers-Semeuse |
Vouziers

## Ariège (09)
Ax-les-Thermes |
La Bastide-de-Sérou |
Les Cabannes |
Castillon-en-Couserans |
Foix-Rural |
Foix-Ville |
Le Fossat |
Lavelanet |
Le Mas-d'Azil |
Massat |
Mirepoix |
Oust |
Pamiers-Est |
Pamiers-Ouest |
Quérigut |
Sainte-Croix-Volvestre |
Saint-Girons |
Saint-Lizier |
Saverdun |
Tarascon-sur-Ariège |
Varilhes |
Vicdessos

## Aube (10)
Aix-en-Othe |
Arcis-sur-Aube |
Bar-sur-Aube |
Bar-sur-Seine |
Bouilly |
Brienne-le-Château |
Chaource |
La Chapelle-Saint-Luc |
Chavanges |
Ervy-le-Châtel |
Essoyes |
Estissac |
Lusigny-sur-Barse |
Marcilly-le-Hayer |
Méry-sur-Seine |
Mussy-sur-Seine |
Nogent-sur-Seine |
Piney |
Ramerupt |
Les Riceys |
Romilly-sur-Seine-1 |
Romilly-sur-Seine-2 |
Sainte-Savine |
Soulaines-Dhuys |
Troyes-1 |
Troyes-2 |
Troyes-3 |
Troyes-4 |
Troyes-5 |
Troyes-6 |
Troyes-7 |
Vendeuvre-sur-Barse |
Villenauxe-la-Grande

## Aude (11)
Alaigne |
Alzonne |
Axat |
Belcaire |
Belpech |
Capendu |
Carcassonne-1 (Est) |
Carcassonne-2-Nord |
Carcassonne-2-Sud |
Carcassonne-3 (Centre) |
Castelnaudary-Nord |
Castelnaudary-Sud |
Chalabre |
Conques-sur-Orbiel |
Couiza |
Coursan |
Durban-Corbières |
Fanjeaux |
Ginestas |
Lagrasse |
Lézignan-Corbières |
Limoux |
Mas-Cabardès |
Montréal |
Mouthoumet |
Narbonne-Est |
Narbonne-Ouest |
Narbonne-Sud |
Peyriac-Minervois |
Quillan |
Saint-Hilaire |
Saissac |
Salles-sur-l'Hers |
Sigean |
Tuchan

## Aveyron (12)
Aubin |
Baraqueville-Sauveterre |
Belmont-sur-Rance |
Bozouls |
Camarès |
Campagnac |
Capdenac-Gare |
Cassagnes-Bégonhès |
Conques |
Cornus |
Decazeville |
Entraygues-sur-Truyère |
Espalion |
Estaing |
Laguiole |
Laissac |
Marcillac-Vallon |
Millau-Est |
Millau-Ouest |
Montbazens |
Mur-de-Barrez |
Najac |
Nant |
Naucelle |
Peyreleau |
Pont-de-Salars |
Réquista |
Rieupeyroux |
Rignac |
Rodez-Est |
Rodez-Nord |
Rodez-Ouest |
Saint-Affrique |
Saint-Amans-des-Cots |
Saint-Beauzély |
Saint-Chély-d'Aubrac |
Sainte-Geneviève-sur-Argence |
Saint-Geniez-d'Olt |
Saint-Rome-de-Tarn |
Saint-Sernin-sur-Rance |
Salles-Curan |
La Salvetat-Peyralès |
Sévérac-le-Château |
Vézins-de-Lévézou |
Villefranche-de-Rouergue |
Villeneuve

## Bouches-du-Rhône (13)
Aix-en-Provence-Centre |
Aix-en-Provence-Nord-Est |
Aix-en-Provence-Sud-Ouest |
Allauch |
Arles-Est |
Arles-Ouest |
Aubagne-Est |
Aubagne-Ouest |
Berre-l'Étang |
Châteauneuf-Côte-Bleue |
Châteaurenard |
La Ciotat |
Eyguières |
Gardanne |
Istres-Nord |
Istres-Sud |
Lambesc |
Marignane |
Marseille-Belsunce |
Marseille-La Belle-de-Mai |
Marseille-La Blancarde |
Marseille-La Capelette |
Marseille-La Pointe-Rouge |
Marseille-La Pomme |
Marseille-La Rose |
Marseille-Le Camas |
Marseille-Les Cinq-Avenues |
Marseille-Les Grands-Carmes |
Marseille-Les Olives |
Marseille-Les Trois Lucs |
Marseille-Mazargues |
Marseille-Montolivet |
Marseille-Notre-Dame-du-Mont |
Marseille-Notre-Dame-Limite |
Marseille-Saint-Barthélemy |
Marseille-Sainte-Marguerite |
Marseille-Saint-Giniez |
Marseille-Saint-Just |
Marseille-Saint-Lambert |
Marseille-Saint-Marcel |
Marseille-Saint-Mauront |
Marseille-Vauban |
Marseille-Verduron |
Martigues-Est |
Martigues-Ouest |
Orgon |
Pélissanne |
Les Pennes-Mirabeau |
Peyrolles-en-Provence |
Port-Saint-Louis-du-Rhône |
Roquevaire |
Saintes-Maries-de-la-Mer |
Saint-Rémy-de-Provence |
Salon-de-Provence |
Tarascon |
Trets |
Vitrolles

## Calvados (14)
Aunay-sur-Odon |
Balleroy |
Bayeux |
Le Bény-Bocage |
Blangy-le-Château |
Bourguébus |
Bretteville-sur-Laize |
Cabourg |
Caen-1 |
Caen-2 |
Caen-3 |
Caen-4 |
Caen-7 |
Caen-8 |
Caen-9 |
Caen-10 |
Caen-Hérouville (Caen-6) |
Cambremer |
Caumont-l'Éventé |
Condé-sur-Noireau |
Creully |
Douvres-la-Délivrande |
Dozulé |
Évrecy |
Falaise-Nord |
Falaise-Sud |
Hérouville-Saint-Clair (Caen-5) |
Honfleur |
Isigny-sur-Mer |
Lisieux-1 |
Lisieux-2 |
Lisieux-3 |
Livarot |
Mézidon-Canon |
Morteaux-Coulibœuf |
Orbec |
Ouistreham |
Pont-l'Évêque |
Ryes |
Saint-Pierre-sur-Dives |
Saint-Sever-Calvados |
Thury-Harcourt |
Tilly-sur-Seulles |
Trévières |
Troarn |
Trouville-sur-Mer |
Vassy |
Villers-Bocage |
Vire

## Cantal (15)
Allanche |
Arpajon-sur-Cère |
Aurillac-1 |
Aurillac-2 |
Aurillac-3 |
Aurillac-4 |
Champs-sur-Tarentaine-Marchal |
Chaudes-Aigues |
Condat |
Jussac |
Laroquebrou |
Massiac |
Mauriac |
Maurs |
Montsalvy |
Murat |
Pierrefort |
Pleaux |
Riom-ès-Montagnes |
Ruynes-en-Margeride |
Saignes |
Saint-Cernin |
Saint-Flour-Nord |
Saint-Flour-Sud |
Saint-Mamet-la-Salvetat |
Salers |
Vic-sur-Cère

## Charente (16)
Aigre |
Angoulême-Est |
Angoulême-Nord |
Angoulême-Ouest |
Aubeterre-sur-Dronne |
Baignes-Sainte-Radegonde |
Barbezieux-Saint-Hilaire |
Blanzac-Porcheresse |
Brossac |
Chabanais |
Chalais |
Champagne-Mouton |
Châteauneuf-sur-Charente |
Cognac-Nord |
Cognac-Sud |
Confolens-Nord |
Confolens-Sud |
La Couronne |
Gond-Pontouvre |
Hiersac |
Jarnac |
Mansle |
Montbron |
Montembœuf |
Montmoreau-Saint-Cybard |
La Rochefoucauld |
Rouillac |
Ruelle-sur-Touvre |
Ruffec |
Saint-Amant-de-Boixe |
Saint-Claud |
Segonzac |
Soyaux |
Villebois-Lavalette |
Villefagnan

## Charente-Maritime (17)
Aigrefeuille-d'Aunis |
Archiac |
Ars-en-Ré |
Aulnay |
Aytré |
Burie |
Le Château-d'Oléron |
Courçon |
Cozes |
Gémozac |
La Jarrie |
Jonzac |
Loulay |
Marans |
Marennes |
Matha |
Mirambeau |
Montendre |
Montguyon |
Montlieu-la-Garde |
Pons |
Rochefort-Centre |
Rochefort-Nord |
Rochefort-Sud |
La Rochelle-1 |
La Rochelle-2 |
La Rochelle-3 |
La Rochelle-4 |
La Rochelle-5 |
La Rochelle-6 |
La Rochelle-7 |
La Rochelle-8 |
La Rochelle-9 |
Royan-Est |
Royan-Ouest |
Saint-Agnant |
Saintes-Est |
Saintes-Nord |
Saintes-Ouest |
Saint-Genis-de-Saintonge |
Saint-Hilaire-de-Villefranche |
Saint-Jean-d'Angély |
Saint-Martin-de-Ré |
Saint-Pierre-d'Oléron |
Saint-Porchaire |
Saint-Savinien |
Saujon |
Surgères |
Tonnay-Boutonne |
Tonnay-Charente |
La Tremblade

## Cher (18)
Les Aix-d'Angillon |
Argent-sur-Sauldre |
Aubigny-sur-Nère |
Baugy |
Bourges-1 |
Bourges-2 |
Bourges-3 |
Bourges-4 |
Bourges-5 |
La Chapelle-d'Angillon |
Charenton-du-Cher |
Chârost |
Châteaumeillant |
Châteauneuf-sur-Cher |
Le Châtelet |
Dun-sur-Auron |
Graçay |
La Guerche-sur-l'Aubois |
Henrichemont |
Léré |
Levet |
Lignières |
Lury-sur-Arnon |
Mehun-sur-Yèvre |
Nérondes |
Saint-Amand-Montrond |
Saint-Doulchard |
Saint-Martin-d'Auxigny |
Sancergues |
Sancerre |
Sancoins |
Saulzais-le-Potier |
Vailly-sur-Sauldre |
Vierzon-1 |
Vierzon-2

## Corrèze (19)
Argentat |
Ayen |
Beaulieu-sur-Dordogne |
Beynat |
Bort-les-Orgues |
Brive-la-Gaillarde-Centre |
Brive-la-Gaillarde-Nord-Est |
Brive-la-Gaillarde-Nord-Ouest |
Brive-la-Gaillarde-Sud-Est |
Brive-la-Gaillarde-Sud-Ouest |
Bugeat |
Corrèze |
Donzenac |
Égletons |
Eygurande |
Juillac |
Lapleau |
Larche |
Lubersac |
Malemort-sur-Corrèze |
Mercœur |
Meymac |
Meyssac |
Neuvic |
La Roche-Canillac |
Saint-Privat |
Seilhac |
Sornac |
Treignac |
Tulle-Campagne-Nord |
Tulle-Campagne-Sud |
Tulle-Urbain-Nord |
Tulle-Urbain-Sud |
Ussel-Est |
Ussel-Ouest |
Uzerche |
Vigeois

## Corse-du-Sud (2A)
Ajaccio-1 |
Ajaccio-2 |
Ajaccio-3 |
Ajaccio-4 |
Ajaccio-5 |
Ajaccio-6 |
Ajaccio-7 |
Bastelica |
Bonifacio |
Celavo-Mezzana |
Cruzini-Cinarca |
Les Deux-Sevi |
Les Deux-Sorru |
Figari |
Levie |
Olmeto |
Petreto-Bicchisano |
Porto-Vecchio |
Santa-Maria-Siché |
Sartène |
Tallano-Scopamène |
Zicavo

## Haute-Corse (2B)
Alto-di-Casaconi |
Bastia-1 |
Bastia-2 |
Bastia-3 |
Bastia-4 |
Bastia-5 (Lupino) |
Bastia-6 (Furiani-Montésoro) |
Belgodère |
Borgo |
Bustanico |
Calenzana |
Calvi |
Campoloro-di-Moriani |
Capobianco |
Castifao-Morosaglia |
La Conca-d'Oro |
Corte |
Fiumalto-d'Ampugnani |
Ghisoni |
Le Haut-Nebbio |
L'Île-Rousse |
Moïta-Verde |
Niolu-Omessa |
Orezza-Alesani |
Prunelli-di-Fiumorbo |
Sagro-di-Santa-Giulia |
San-Martino-di-Lota |
Venaco |
Vescovato |
Vezzani

## Côte-d'Or (21)
Aignay-le-Duc |
Arnay-le-Duc |
Auxonne |
Baigneux-les-Juifs |
Beaune-Nord |
Beaune-Sud |
Bligny-sur-Ouche |
Châtillon-sur-Seine |
Chenôve |
Dijon-1 |
Dijon-2 |
Dijon-3 |
Dijon-4 |
Dijon-5 |
Dijon-6 |
Dijon-7 |
Dijon-8 |
Fontaine-Française |
Fontaine-lès-Dijon |
Genlis |
Gevrey-Chambertin |
Grancey-le-Château-Neuvelle |
Is-sur-Tille |
Laignes |
Liernais |
Mirebeau-sur-Bèze |
Montbard |
Montigny-sur-Aube |
Nolay |
Nuits-Saint-Georges |
Pontailler-sur-Saône |
Pouilly-en-Auxois |
Précy-sous-Thil |
Recey-sur-Ource |
Saint-Jean-de-Losne |
Saint-Seine-l'Abbaye |
Saulieu |
Selongey |
Semur-en-Auxois |
Seurre |
Sombernon |
Venarey-les-Laumes |
Vitteaux

## Côtes-d'Armor (22)
Bégard |
Belle-Isle-en-Terre |
Bourbriac |
Broons |
Callac |
Caulnes |
Châtelaudren |
La Chèze |
Collinée |
Corlay |
Dinan-Est |
Dinan-Ouest |
Étables-sur-Mer |
Évran |
Gouarec |
Guingamp |
Jugon-les-Lacs |
Lamballe |
Langueux |
Lannion |
Lanvollon |
Lézardrieux |
Loudéac |
Maël-Carhaix |
Matignon |
Merdrignac |
Moncontour |
Mûr-de-Bretagne |
Paimpol |
Perros-Guirec |
Plancoët |
Plélan-le-Petit |
Pléneuf-Val-André |
Plérin |
Plestin-les-Grèves |
Plœuc-sur-Lié |
Plouagat |
Plouaret |
Ploubalay |
Ploufragan |
Plouguenast |
Plouha |
Pontrieux |
Quintin |
La Roche-Derrien |
Rostrenen |
Saint-Brieuc-Nord |
Saint-Brieuc-Ouest |
Saint-Brieuc-Sud |
Saint-Nicolas-du-Pélem |
Tréguier |
Uzel

## Creuse (23)
Ahun |
Aubusson |
Auzances |
Bellegarde-en-Marche |
Bénévent-l'Abbaye |
Bonnat |
Bourganeuf |
Boussac |
Chambon-sur-Voueize |
Châtelus-Malvaleix |
Chénérailles |
La Courtine |
Crocq |
Dun-le-Palestel |
Évaux-les-Bains |
Felletin |
Gentioux-Pigerolles |
Le Grand-Bourg |
Guéret-Nord |
Guéret-Sud-Est |
Guéret-Sud-Ouest |
Jarnages |
Pontarion |
Royère-de-Vassivière |
Saint-Sulpice-les-Champs |
Saint-Vaury |
La Souterraine

## Dordogne (24)
Beaumont-du-Périgord |
Belvès |
Bergerac-1 |
Bergerac-2 |
Brantôme |
Le Bugue |
Le Buisson-de-Cadouin |
Bussière-Badil |
Carlux |
Champagnac-de-Belair |
Domme |
Excideuil |
Eymet |
La Force |
Hautefort |
Issigeac |
Jumilhac-le-Grand |
Lalinde |
Lanouaille |
Mareuil |
Monpazier |
Montagrier |
Montignac |
Montpon-Ménestérol |
Mussidan |
Neuvic |
Nontron |
Périgueux-Centre |
Périgueux-Nord-Est |
Périgueux-Ouest |
Ribérac |
Saint-Astier |
Saint-Aulaye |
Saint-Cyprien |
Sainte-Alvère |
Saint-Pardoux-la-Rivière |
Saint-Pierre-de-Chignac |
Salignac-Eyvigues |
Sarlat-la-Canéda |
Savignac-les-Églises |
Sigoulès |
Terrasson-Lavilledieu |
Thenon |
Thiviers |
Vélines |
Vergt |
Verteillac |
Villamblard |
Villefranche-de-Lonchat |
Villefranche-du-Périgord

## Doubs (25)
Amancey |
Audeux |
Audincourt |
Baume-les-Dames |
Besançon-Est |
Besançon-Nord-Est |
Besançon-Nord-Ouest |
Besançon-Ouest |
Besançon-Planoise |
Besançon-Sud |
Boussières |
Clerval |
Étupes |
Hérimoncourt |
L'Isle-sur-le-Doubs |
Levier |
Maîche |
Marchaux |
Montbéliard-Est |
Montbéliard-Ouest |
Montbenoît |
Morteau |
Mouthe |
Ornans |
Pierrefontaine-les-Varans |
Pontarlier |
Pont-de-Roide |
Quingey |
Rougemont |
Roulans |
Le Russey |
Saint-Hippolyte |
Sochaux-Grand-Charmont |
Valentigney |
Vercel-Villedieu-le-Camp

## Drôme (26)
Bourdeaux |
Bourg-de-Péage |
Bourg-lès-Valence |
Buis-les-Baronnies |
Chabeuil |
La Chapelle-en-Vercors |
Châtillon-en-Diois |
Crest-Nord |
Crest-Sud |
Die |
Dieulefit |
Le Grand-Serre |
Grignan |
Loriol-sur-Drôme |
Luc-en-Diois |
Marsanne |
Montélimar-1 |
Montélimar-2 |
La Motte-Chalancon |
Nyons |
Pierrelatte |
Portes-lès-Valence |
Rémuzat |
Romans-sur-Isère-1 |
Romans-sur-Isère-2 |
Saillans |
Saint-Donat-sur-l'Herbasse |
Saint-Jean-en-Royans |
Saint-Paul-Trois-Châteaux |
Saint-Vallier |
Séderon |
Tain-l'Hermitage |
Valence-1 |
Valence-2 |
Valence-3 |
Valence-4

## Eure (27)
Amfreville-la-Campagne |
Les Andelys |
Beaumesnil |
Beaumont-le-Roger |
Bernay-Est |
Bernay-Ouest |
Beuzeville |
Bourgtheroulde-Infreville |
Breteuil |
Brionne |
Broglie |
Conches-en-Ouche |
Cormeilles |
Damville |
Écos |
Étrépagny |
Évreux-Est |
Évreux-Nord |
Évreux-Ouest |
Évreux-Sud |
Fleury-sur-Andelle |
Gaillon |
Gaillon-Campagne |
Gisors |
Louviers-Nord |
Louviers-Sud |
Lyons-la-Forêt |
Montfort-sur-Risle |
Le Neubourg |
Nonancourt |
Pacy-sur-Eure |
Pont-Audemer |
Pont-de-l'Arche |
Quillebeuf-sur-Seine |
Routot |
Rugles |
Saint-André-de-l'Eure |
Saint-Georges-du-Vièvre |
Thiberville |
Val-de-Reuil |
Verneuil-sur-Avre |
Vernon-Nord |
Vernon-Sud

## Eure-et-Loir (28)
Anet |
Auneau |
Authon-du-Perche |
Bonneval |
Brezolles |
Brou |
Chartres-Nord-Est |
Chartres-Sud-Est |
Chartres-Sud-Ouest |
Châteaudun |
Châteauneuf-en-Thymerais |
Cloyes-sur-le-Loir |
Courville-sur-Eure |
Dreux-Est |
Dreux-Ouest |
Dreux-Sud |
La Ferté-Vidame |
Illiers-Combray |
Janville |
La Loupe |
Lucé |
Maintenon |
Mainvilliers |
Nogent-le-Roi |
Nogent-le-Rotrou |
Orgères-en-Beauce |
Senonches |
Thiron-Gardais |
Voves

## Finistère (29)
Arzano |
Bannalec |
Brest-Bellevue |
Brest-Cavale-Blanche-Bohars-Guilers |
Brest-Centre |
Brest-Kerichen |
Brest-Lambézellec |
Brest-L'Hermitage-Gouesnou |
Brest-Plouzané |
Brest-Recouvrance |
Brest-Saint-Marc |
Brest-Saint-Pierre |
Briec |
Carhaix-Plouguer |
Châteaulin |
Châteauneuf-du-Faou |
Concarneau |
Crozon |
Daoulas |
Douarnenez |
Le Faou |
Fouesnant |
Guilvinec |
Guipavas |
Huelgoat |
Landerneau |
Landivisiau |
Lanmeur |
Lannilis |
Lesneven |
Morlaix |
Ouessant |
Plabennec |
Pleyben |
Plogastel-Saint-Germain |
Ploudalmézeau |
Ploudiry |
Plouescat |
Plouigneau |
Plouzévédé |
Pont-Aven |
Pont-Croix |
Pont-l'Abbé |
Quimper-1 |
Quimper-2 |
Quimper-3 |
Quimperlé |
Rosporden |
Saint-Pol-de-Léon |
Saint-Renan |
Saint-Thégonnec |
Scaër |
Sizun |
Taulé

## Gard (30)
Aigues-Mortes |
Alès-Nord-Est |
Alès-Ouest |
Alès-Sud-Est |
Alzon |
Anduze |
Aramon |
Bagnols-sur-Cèze |
Barjac |
Beaucaire |
Bessèges |
Génolhac |
La Grand-Combe |
Lasalle |
Lédignan |
Lussan |
Marguerittes |
Nîmes-1 |
Nîmes-2 |
Nîmes-3 |
Nîmes-4 |
Nîmes-5 |
Nîmes-6 |
Pont-Saint-Esprit |
Quissac |
Remoulins |
Rhôny-Vidourle |
Roquemaure |
Saint-Ambroix |
Saint-André-de-Valborgne |
Saint-Chaptes |
Saint-Gilles |
Saint-Hippolyte-du-Fort |
Saint-Jean-du-Gard |
Saint-Mamert-du-Gard |
Sauve |
Sommières |
Sumène |
Trèves |
Uzès |
Valleraugue |
Vauvert |
Vézénobres |
Le Vigan |
Villeneuve-lès-Avignon |
La Vistrenque

## Haute-Garonne (31)
Aspet |
Aurignac |
Auterive |
Bagnères-de-Luchon |
Barbazan |
Blagnac |
Boulogne-sur-Gesse |
Cadours |
Caraman |
Carbonne |
Castanet-Tolosan |
Cazères |
Cintegabelle |
Le Fousseret |
Fronton |
Grenade |
L'Isle-en-Dodon |
Lanta |
Léguevin |
Montastruc-la-Conseillère |
Montesquieu-Volvestre |
Montgiscard |
Montréjeau |
Muret |
Nailloux |
Portet-sur-Garonne |
Revel |
Rieumes |
Rieux-Volvestre |
Saint-Béat |
Saint-Gaudens |
Saint-Lys |
Saint-Martory |
Salies-du-Salat |
Toulouse-1 |
Toulouse-2 |
Toulouse-3 |
Toulouse-4 |
Toulouse-5 |
Toulouse-6 |
Toulouse-7 |
Toulouse-8 |
Toulouse-9 |
Toulouse-10 |
Toulouse-11 |
Toulouse-12 |
Toulouse-13 |
Toulouse-14 |
Toulouse-15 |
Tournefeuille |
Verfeil |
Villefranche-de-Lauragais |
Villemur-sur-Tarn

## Gers (32)
Aignan |
Auch-Nord-Est |
Auch-Nord-Ouest |
Auch-Sud-Est-Seissan |
Auch-Sud-Ouest |
Cazaubon |
Cologne |
Condom |
Eauze |
Fleurance |
Gimont |
L'Isle-Jourdain |
Jegun |
Lectoure |
Lombez |
Marciac |
Masseube |
Mauvezin |
Miélan |
Miradoux |
Mirande |
Montesquiou |
Montréal |
Nogaro |
Plaisance |
Riscle |
Saint-Clar |
Samatan |
Saramon |
Valence-sur-Baïse |
Vic-Fezensac

## Gironde (33)
Arcachon |
Audenge |
Auros |
Bazas |
Bègles |
Belin-Béliet |
Blanquefort |
Blaye |
Bordeaux-1 |
Bordeaux-2 |
Bordeaux-3 |
Bordeaux-4 |
Bordeaux-5 |
Bordeaux-6 |
Bordeaux-7 |
Bordeaux-8 |
Bourg |
Le Bouscat |
Branne |
La Brède |
Cadillac |
Captieux |
Carbon-Blanc |
Castelnau-de-Médoc |
Castillon-la-Bataille |
Cenon |
Coutras |
Créon |
Floirac |
Fronsac |
Gradignan |
Grignols |
Guîtres |
Langon |
Lesparre-Médoc |
Libourne |
Lormont |
Lussac |
Mérignac-1 |
Mérignac-2 |
Monségur |
Pauillac |
Pellegrue |
Pessac-1 |
Pessac-2 |
Podensac |
Pujols |
La Réole |
Saint-André-de-Cubzac |
Saint-Ciers-sur-Gironde |
Sainte-Foy-la-Grande |
Saint-Laurent-Médoc |
Saint-Macaire |
Saint-Médard-en-Jalles |
Saint-Savin |
Saint-Symphorien |
Saint-Vivien-de-Médoc |
Sauveterre-de-Guyenne |
Talence |
Targon |
La Teste-de-Buch |
Villandraut |
Villenave-d'Ornon

## Hérault (34)
Agde |
Aniane |
Bédarieux |
Béziers-1 |
Béziers-2 |
Béziers-3 |
Béziers-4 |
Capestang |
Castelnau-le-Lez |
Castries |
Le Caylar |
Claret |
Clermont-l'Hérault |
Florensac |
Frontignan |
Ganges |
Gignac |
Lattes |
Lodève |
Lunas |
Lunel |
Les Matelles |
Mauguio |
Mèze |
Montagnac |
Montpellier-1 |
Montpellier-2 |
Montpellier-3 |
Montpellier-4 |
Montpellier-5 |
Montpellier-6 |
Montpellier-7 |
Montpellier-8 |
Montpellier-9 |
Montpellier-10 |
Murviel-lès-Béziers |
Olargues |
Olonzac |
Pézenas |
Pignan |
Roujan |
Saint-Chinian |
Saint-Gervais-sur-Mare |
Saint-Martin-de-Londres |
Saint-Pons-de-Thomières |
La Salvetat-sur-Agout |
Servian |
Sète-1 |
Sète-2

## Ille-et-Vilaine (35)
Antrain |
Argentré-du-Plessis |
Bain-de-Bretagne |
Bécherel |
Betton |
Bruz |
Cancale |
Cesson-Sévigné |
Châteaubourg |
Châteaugiron |
Châteauneuf-d'Ille-et-Vilaine |
Combourg |
Dinard |
Dol-de-Bretagne |
Fougères-Nord |
Fougères-Sud |
Grand-Fougeray |
La Guerche-de-Bretagne |
Guichen |
Hédé |
Janzé |
Liffré |
Louvigné-du-Désert |
Maure-de-Bretagne |
Montauban-de-Bretagne |
Montfort-sur-Meu |
Mordelles |
Pipriac |
Pleine-Fougères |
Plélan-le-Grand |
Redon |
Rennes-Bréquigny |
Rennes-Centre |
Rennes-Centre-Ouest |
Rennes-Centre-Sud |
Rennes-Est |
Rennes-le-Blosne |
Rennes-Nord |
Rennes-Nord-Est |
Rennes-Nord-Ouest |
Rennes-Sud-Est |
Rennes-Sud-Ouest |
Retiers |
Saint-Aubin-d'Aubigné |
Saint-Aubin-du-Cormier |
Saint-Brice-en-Coglès |
Saint-Malo-Nord |
Saint-Malo-Sud |
Saint-Méen-le-Grand |
Le Sel-de-Bretagne |
Tinténiac |
Vitré-Est |
Vitré-Ouest

## Indre (36)
Aigurande |
Ardentes |
Argenton-sur-Creuse |
Bélâbre |
Le Blanc |
Buzançais |
Châteauroux-Centre |
Châteauroux-Est |
Châteauroux-Ouest |
Châteauroux-Sud |
Châtillon-sur-Indre |
La Châtre |
Écueillé |
Éguzon-Chantôme |
Issoudun-Nord |
Issoudun-Sud |
Levroux |
Mézières-en-Brenne |
Neuvy-Saint-Sépulchre |
Saint-Benoît-du-Sault |
Saint-Christophe-en-Bazelle |
Sainte-Sévère-sur-Indre |
Saint-Gaultier |
Tournon-Saint-Martin |
Valençay |
Vatan

## Indre-et-Loire (37)
Amboise |
Azay-le-Rideau |
Ballan-Miré |
Bléré |
Bourgueil |
Chambray-lès-Tours |
Château-la-Vallière |
Château-Renault |
Chinon |
Descartes |
Le Grand-Pressigny |
L'Île-Bouchard |
Joué-lès-Tours-Nord |
Joué-lès-Tours-Sud |
Langeais |
Ligueil |
Loches |
Luynes |
Montbazon |
Montlouis-sur-Loire |
Montrésor |
Neuillé-Pont-Pierre |
Neuvy-le-Roi |
Preuilly-sur-Claise |
Richelieu |
Saint-Avertin |
Saint-Cyr-sur-Loire |
Sainte-Maure-de-Touraine |
Saint-Pierre-des-Corps |
Tours-Centre |
Tours-Est |
Tours-Nord-Est |
Tours-Nord-Ouest |
Tours-Ouest |
Tours-Sud |
Tours-Val-du-Cher |
Vouvray

## Isère (38)
Allevard |
Beaurepaire |
Le Bourg-d'Oisans |
Bourgoin-Jallieu-Nord |
Bourgoin-Jallieu-Sud |
Clelles |
Corps |
La Côte-Saint-André |
Crémieu |
Domène |
Échirolles-Est |
Échirolles-Ouest |
Eybens |
Fontaine-Sassenage |
Fontaine-Seyssinet |
Goncelin |
Le Grand-Lemps |
Grenoble-1 |
Grenoble-2 |
Grenoble-3 |
Grenoble-4 |
Grenoble-5 |
Grenoble-6 |
Heyrieux |
L'Isle-d'Abeau |
Mens |
Meylan |
Monestier-de-Clermont |
Morestel |
La Mure |
Le Pont-de-Beauvoisin |
Pont-de-Chéruy |
Pont-en-Royans |
Rives |
Roussillon |
Roybon |
Saint-Égrève |
Saint-Étienne-de-Saint-Geoirs |
Saint-Geoire-en-Valdaine |
Saint-Ismier |
Saint-Jean-de-Bournay |
Saint-Laurent-du-Pont |
Saint-Marcellin |
Saint-Martin-d'Hères-Nord |
Saint-Martin-d'Hères-Sud |
La Tour-du-Pin |
Le Touvet |
Tullins |
Valbonnais |
La Verpillière |
Vienne-Nord |
Vienne-Sud |
Vif |
Villard-de-Lans |
Vinay |
Virieu |
Vizille |
Voiron

## Jura (39)
Arbois |
Arinthod |
Beaufort |
Bletterans |
Les Bouchoux |
Champagnole |
Chaumergy |
Chaussin |
Chemin |
Clairvaux-les-Lacs |
Conliège |
Dampierre |
Dole-Nord-Est |
Dole-Sud-Ouest |
Gendrey |
Lons-le-Saunier-Nord |
Lons-le-Saunier-Sud |
Moirans-en-Montagne |
Montbarrey |
Montmirey-le-Château |
Morez |
Nozeroy |
Orgelet |
Les Planches-en-Montagne |
Poligny |
Rochefort-sur-Nenon |
Saint-Amour |
Saint-Claude |
Saint-Julien |
Saint-Laurent-en-Grandvaux |
Salins-les-Bains |
Sellières |
Villers-Farlay |
Voiteur

## Landes (40)
Aire-sur-l'Adour |
Amou |
Castets |
Dax-Nord |
Dax-Sud |
Gabarret |
Geaune |
Grenade-sur-l'Adour |
Hagetmau |
Labrit |
Mimizan |
Mont-de-Marsan-Nord |
Mont-de-Marsan-Sud |
Montfort-en-Chalosse |
Morcenx |
Mugron |
Parentis-en-Born |
Peyrehorade |
Pissos |
Pouillon |
Roquefort |
Sabres |
Saint-Martin-de-Seignanx |
Saint-Sever |
Saint-Vincent-de-Tyrosse |
Sore |
Soustons |
Tartas-Est |
Tartas-Ouest |
Villeneuve-de-Marsan

## Loir-et-Cher (41)
Blois-1 |
Blois-2 |
Blois-3 |
Blois-4 |
Blois-5 |
Bracieux |
Contres |
Droué |
Herbault |
Lamotte-Beuvron |
Marchenoir |
Mennetou-sur-Cher |
Mer |
Mondoubleau |
Montoire-sur-le-Loir |
Montrichard |
Morée |
Neung-sur-Beuvron |
Ouzouer-le-Marché |
Romorantin-Lanthenay-Nord |
Romorantin-Lanthenay-Sud |
Saint-Aignan |
Saint-Amand-Longpré |
Salbris |
Savigny-sur-Braye |
Selles-sur-Cher |
Selommes |
Vendôme-1 |
Vendôme-2 |
Vineuil

## Loire (42)
Belmont-de-la-Loire |
Boën-sur-Lignon |
Bourg-Argental |
Le Chambon-Feugerolles |
Charlieu |
Chazelles-sur-Lyon |
Feurs |
Firminy |
La Grand-Croix |
Montbrison |
Néronde |
Noirétable |
La Pacaudière |
Pélussin |
Perreux |
Rive-de-Gier |
Roanne-Nord |
Roanne-Sud |
Saint-Bonnet-le-Château |
Saint-Chamond-Nord |
Saint-Chamond-Sud |
Saint-Étienne-Nord-Est-1 |
Saint-Étienne-Nord-Est-2 |
Saint-Étienne-Nord-Ouest-1 |
Saint-Étienne-Nord-Ouest-2 |
Saint-Étienne-Sud-Est-1 |
Saint-Étienne-Sud-Est-2 |
Saint-Étienne-Sud-Est-3 |
Saint-Étienne-Sud-Ouest-1 |
Saint-Étienne-Sud-Ouest-2 |
Saint-Galmier |
Saint-Genest-Malifaux |
Saint-Georges-en-Couzan |
Saint-Germain-Laval |
Saint-Haon-le-Châtel |
Saint-Héand |
Saint-Jean-Soleymieux |
Saint-Just-en-Chevalet |
Saint-Just-Saint-Rambert |
Saint-Symphorien-de-Lay

## Haute-Loire (43)
Allègre |
Aurec-sur-Loire |
Auzon |
Bas-en-Basset |
Blesle |
Brioude-Nord |
Brioude-Sud |
Cayres |
La Chaise-Dieu |
Craponne-sur-Arzon |
Fay-sur-Lignon |
Langeac |
Lavoûte-Chilhac |
Loudes |
Le Monastier-sur-Gazeille |
Monistrol-sur-Loire |
Montfaucon-en-Velay |
Paulhaguet |
Pinols |
Pradelles |
Le Puy-en-Velay-Est |
Le Puy-en-Velay-Nord |
Le Puy-en-Velay-Ouest |
Le Puy-en-Velay-Sud-Est |
Le Puy-en-Velay-Sud-Ouest |
Retournac |
Saint-Didier-en-Velay |
Sainte-Sigolène |
Saint-Julien-Chapteuil |
Saint-Paulien |
Saugues |
Solignac-sur-Loire |
Tence |
Vorey |
Yssingeaux

## Loire-Atlantique (44)
Aigrefeuille-sur-Maine |
Ancenis |
La Baule-Escoublac |
Blain |
Bouaye |
Bourgneuf-en-Retz |
Carquefou |
La Chapelle-sur-Erdre |
Châteaubriant |
Clisson |
Le Croisic |
Derval |
Guémené-Penfao |
Guérande |
Herbignac |
Legé |
Ligné |
Le Loroux-Bottereau |
Machecoul |
Moisdon-la-Rivière |
Montoir-de-Bretagne |
Nantes-1 |
Nantes-2 |
Nantes-3 |
Nantes-4 |
Nantes-5 |
Nantes-6 |
Nantes-7 |
Nantes-8 |
Nantes-9 |
Nantes-10 |
Nantes-11 |
Nort-sur-Erdre |
Nozay |
Orvault |
Paimbœuf |
Le Pellerin |
Pontchâteau |
Pornic |
Rezé |
Riaillé |
Rougé |
Saint-Étienne-de-Montluc |
Saint-Gildas-des-Bois |
Saint-Herblain-Est |
Saint-Herblain-Ouest-Indre |
Saint-Julien-de-Vouvantes |
Saint-Mars-la-Jaille |
Saint-Nazaire-Centre |
Saint-Nazaire-Est |
Saint-Nazaire-Ouest |
Saint-Nicolas-de-Redon |
Saint-Père-en-Retz |
Saint-Philbert-de-Grand-Lieu |
Savenay |
Vallet |
Varades |
Vertou |
Vertou-Vignoble

## Loiret (45)
Amilly |
Artenay |
Beaugency |
Beaune-la-Rolande |
Bellegarde |
Briare |
Châlette-sur-Loing |
Châteauneuf-sur-Loire |
Château-Renard |
Châtillon-Coligny |
Châtillon-sur-Loire |
Chécy |
Cléry-Saint-André |
Courtenay |
Ferrières-en-Gâtinais |
La Ferté-Saint-Aubin |
Fleury-les-Aubrais |
Gien |
Ingré |
Jargeau |
Lorris |
Malesherbes |
Meung-sur-Loire |
Montargis |
Neuville-aux-Bois |
Olivet |
Orléans-Bannier |
Orléans-Bourgogne |
Orléans-Carmes |
Orléans-La Source |
Orléans-Saint-Marc-Argonne |
Orléans-Saint-Marceau |
Outarville |
Ouzouer-sur-Loire |
Patay |
Pithiviers |
Puiseaux |
Saint-Jean-de-Braye |
Saint-Jean-de-la-Ruelle |
Saint-Jean-le-Blanc |
Sully-sur-Loire

## Lot (46)
Bretenoux |
Cahors-Nord-Est |
Cahors-Nord-Ouest |
Cahors-Sud |
Cajarc |
Castelnau-Montratier |
Catus |
Cazals |
Figeac-Est |
Figeac-Ouest |
Gourdon |
Gramat |
Labastide-Murat |
Lacapelle-Marival |
Lalbenque |
Latronquière |
Lauzès |
Limogne-en-Quercy |
Livernon |
Luzech |
Martel |
Montcuq |
Payrac |
Puy-l'Évêque |
Saint-Céré |
Saint-Germain-du-Bel-Air |
Saint-Géry |
Salviac |
Souillac |
Sousceyrac |
Vayrac

## Lot-et-Garonne (47)
Agen-Centre |
Agen-Nord |
Agen-Nord-Est |
Agen-Ouest |
Agen-Sud-Est |
Astaffort |
Beauville |
Bouglon |
Cancon |
Casteljaloux |
Castelmoron-sur-Lot |
Castillonnès |
Damazan |
Duras |
Francescas |
Fumel |
Houeillès |
Laplume |
Laroque-Timbaut |
Lauzun |
Lavardac |
Marmande-Est |
Marmande-Ouest |
Le Mas-d'Agenais |
Meilhan-sur-Garonne |
Mézin |
Monclar |
Monflanquin |
Nérac |
Penne-d'Agenais |
Port-Sainte-Marie |
Prayssas |
Puymirol |
Sainte-Livrade-sur-Lot |
Seyches |
Tonneins |
Tournon-d'Agenais |
Villeneuve-sur-Lot-Nord |
Villeneuve-sur-Lot-Sud |
Villeréal

## Lozère (48)
Aumont-Aubrac |
Barre-des-Cévennes |
Le Bleymard |
La Canourgue |
Chanac |
Châteauneuf-de-Randon |
Florac |
Fournels |
Grandrieu |
Langogne |
Le Malzieu-Ville |
Marvejols |
Le Massegros |
Mende-Nord |
Mende-Sud |
Meyrueis |
Nasbinals |
Le Pont-de-Montvert |
Saint-Alban-sur-Limagnole |
Saint-Amans |
Saint-Chély-d'Apcher |
Sainte-Enimie |
Saint-Germain-de-Calberte |
Saint-Germain-du-Teil |
Villefort

## Maine-et-Loire (49)
Allonnes |
Angers-Centre |
Angers-Est |
Angers-Nord |
Angers-Nord-Est |
Angers-Nord-Ouest |
Angers-Ouest |
Angers-Sud |
Angers-Trélazé |
Baugé-en-Anjou |
Beaufort-en-Vallée |
Beaupréau |
Candé |
Chalonnes-sur-Loire |
Champtoceaux |
Châteauneuf-sur-Sarthe |
Chemillé-Melay |
Cholet-1 |
Cholet-2 |
Cholet-3 |
Doué-la-Fontaine |
Durtal |
Gennes |
Le Lion-d'Angers |
Longué-Jumelles |
Le Louroux-Béconnais |
Montfaucon-Montigné |
Montreuil-Bellay |
Montrevault |
Noyant |
Les Ponts-de-Cé |
Pouancé |
Saint-Florent-le-Vieil |
Saint-Georges-sur-Loire |
Saumur-Nord |
Saumur-Sud |
Segré |
Seiches-sur-le-Loir |
Thouarcé |
Tiercé |
Vihiers

## Manche (50)
Avranches |
Barenton |
Barneville-Carteret |
Beaumont-Hague |
Brécey |
Bréhal |
Bricquebec |
Canisy |
Carentan |
Cerisy-la-Salle |
Cherbourg-Octeville-Nord-Ouest |
Cherbourg-Octeville-Sud-Est |
Cherbourg-Octeville-Sud-Ouest |
Coutances |
Ducey |
Équeurdreville-Hainneville |
Gavray |
Granville |
La Haye-du-Puits |
La Haye-Pesnel |
Isigny-le-Buat |
Juvigny-le-Tertre |
Lessay |
Marigny |
Montebourg |
Montmartin-sur-Mer |
Mortain |
Percy |
Périers |
Les Pieux |
Pontorson |
Quettehou |
Saint-Clair-sur-l'Elle |
Sainte-Mère-Église |
Saint-Hilaire-du-Harcouët |
Saint-James |
Saint-Jean-de-Daye |
Saint-Lô-Est |
Saint-Lô-Ouest |
Saint-Malo-de-la-Lande |
Saint-Pierre-Église |
Saint-Pois |
Saint-Sauveur-Lendelin |
Saint-Sauveur-le-Vicomte |
Sartilly |
Sourdeval |
Le Teilleul |
Tessy-sur-Vire |
Torigni-sur-Vire |
Tourlaville |
Valognes |
Villedieu-les-Poêles

## Marne (51)
Anglure |
Avize |
Ay |
Beine-Nauroy |
Bourgogne |
Châlons-en-Champagne-1 |
Châlons-en-Champagne-2 |
Châlons-en-Champagne-3 |
Châlons-en-Champagne-4 |
Châtillon-sur-Marne |
Dormans |
Écury-sur-Coole |
Épernay-1 |
Épernay-2 |
Esternay |
Fère-Champenoise |
Fismes |
Givry-en-Argonne |
Heiltz-le-Maurupt |
Marson |
Montmirail |
Montmort-Lucy |
Reims-1 |
Reims-2 |
Reims-3 |
Reims-4 |
Reims-5 |
Reims-6 |
Reims-7 |
Reims-8 |
Reims-9 |
Reims-10 |
Sainte-Menehould |
Saint-Remy-en-Bouzemont-Saint-Genest-et-Isson |
Sézanne |
Sompuis |
Suippes |
Thiéblemont-Farémont |
Vertus |
Verzy |
Ville-en-Tardenois |
Ville-sur-Tourbe |
Vitry-le-François-Est |
Vitry-le-François-Ouest

## Haute-Marne (52)
Andelot-Blancheville |
Arc-en-Barrois |
Auberive |
Bourbonne-les-Bains |
Bourmont |
Châteauvillain |
Chaumont-Nord |
Chaumont-Sud |
Chevillon |
Clefmont |
Doulaincourt-Saucourt |
Doulevant-le-Château |
Fayl-Billot |
Joinville |
Juzennecourt |
Laferté-sur-Amance |
Langres |
Longeau-Percey |
Montier-en-Der |
Neuilly-l'Évêque |
Nogent |
Poissons |
Prauthoy |
Saint-Blin |
Saint-Dizier-Centre |
Saint-Dizier-Nord-Est |
Saint-Dizier-Ouest |
Saint-Dizier-Sud-Est |
Val-de-Meuse |
Varennes-sur-Amance |
Vignory |
Wassy

## Mayenne (53)
Ambrières-les-Vallées |
Argentré |
Bais |
Bierné |
Chailland |
Château-Gontier-Est |
Château-Gontier-Ouest |
Cossé-le-Vivien |
Couptrain |
Craon |
Ernée |
Évron |
Gorron |
Grez-en-Bouère |
Le Horps |
Landivy |
Lassay-les-Châteaux |
Laval-Est |
Laval-Nord-Est |
Laval-Nord-Ouest |
Laval-Saint-Nicolas |
Laval-Sud-Ouest |
Loiron |
Mayenne-Est |
Mayenne-Ouest |
Meslay-du-Maine |
Montsûrs |
Pré-en-Pail |
Saint-Aignan-sur-Roë |
Saint-Berthevin |
Sainte-Suzanne |
Villaines-la-Juhel

## Meurthe-et-Moselle (54)
Arracourt |
Audun-le-Roman |
Baccarat |
Badonviller |
Bayon |
Blâmont |
Briey |
Chambley-Bussières |
Cirey-sur-Vezouze |
Colombey-les-Belles |
Conflans-en-Jarnisy |
Dieulouard |
Domèvre-en-Haye |
Gerbéviller |
Haroué |
Herserange |
Homécourt |
Jarville-la-Malgrange |
Laxou |
Longuyon |
Longwy |
Lunéville-Nord |
Lunéville-Sud |
Malzéville |
Mont-Saint-Martin |
Nancy-Est |
Nancy-Nord |
Nancy-Ouest |
Nancy-Sud |
Neuves-Maisons |
Nomeny |
Pompey |
Pont-à-Mousson |
Saint-Max |
Saint-Nicolas-de-Port |
Seichamps |
Thiaucourt-Regniéville |
Tomblaine |
Toul-Nord |
Toul-Sud |
Vandœuvre-lès-Nancy-Est |
Vandœuvre-lès-Nancy-Ouest |
Vézelise |
Villerupt

## Meuse (55)
Ancerville |
Bar-le-Duc-Nord |
Bar-le-Duc-Sud |
Charny-sur-Meuse |
Clermont-en-Argonne |
Commercy |
Damvillers |
Dun-sur-Meuse |
Étain |
Fresnes-en-Woëvre |
Gondrecourt-le-Château |
Ligny-en-Barrois |
Montfaucon-d'Argonne |
Montiers-sur-Saulx |
Montmédy |
Pierrefitte-sur-Aire |
Revigny-sur-Ornain |
Saint-Mihiel |
Seuil-d'Argonne |
Souilly |
Spincourt |
Stenay |
Varennes-en-Argonne |
Vaubecourt |
Vaucouleurs |
Vavincourt |
Verdun-Centre |
Verdun-Est |
Verdun-Ouest |
Vigneulles-lès-Hattonchâtel |
Void-Vacon

## Morbihan (56)
Allaire |
Auray |
Baud |
Belle-Île |
Belz |
Cléguérec |
Elven |
Le Faouët |
La Gacilly |
Gourin |
Grand-Champ |
Groix |
Guémené-sur-Scorff |
Guer |
Hennebont |
Josselin |
Lanester |
Locminé |
Lorient-Centre |
Lorient-Nord |
Lorient-Sud |
Malestroit |
Mauron |
Muzillac |
Ploemeur |
Ploërmel |
Plouay |
Pluvigner |
Pontivy |
Pont-Scorff |
Port-Louis |
Questembert |
Quiberon |
La Roche-Bernard |
Rochefort-en-Terre |
Rohan |
Saint-Jean-Brévelay |
Sarzeau |
La Trinité-Porhoët |
Vannes-Centre |
Vannes-Est |
Vannes-Ouest

## Moselle (57)
Albestroff |
Algrange |
Ars-sur-Moselle |
Behren-lès-Forbach |
Bitche |
Boulay-Moselle |
Bouzonville |
Cattenom |
Château-Salins |
Delme |
Dieuze |
Fameck |
Faulquemont |
Fénétrange |
Florange |
Fontoy |
Forbach |
Freyming-Merlebach |
Grostenquin |
Hayange |
Lorquin |
Maizières-lès-Metz |
Marange-Silvange |
Metzervisse |
Metz-Ville-1 |
Metz-Ville-2 |
Metz-Ville-3 |
Metz-Ville-4 |
Montigny-lès-Metz |
Moyeuvre-Grande |
Pange |
Phalsbourg |
Réchicourt-le-Château |
Rohrbach-lès-Bitche |
Rombas |
Saint-Avold-1 |
Saint-Avold-2 |
Sarralbe |
Sarrebourg |
Sarreguemines |
Sarreguemines-Campagne |
Sierck-les-Bains |
Stiring-Wendel |
Thionville-Est |
Thionville-Ouest |
Verny |
Vic-sur-Seille |
Vigy |
Volmunster |
Woippy |
Yutz

## Nièvre (58)
Brinon-sur-Beuvron |
La Charité-sur-Loire |
Château-Chinon (Ville) |
Châtillon-en-Bazois |
Clamecy |
Corbigny |
Cosne-Cours-sur-Loire-Nord |
Cosne-Cours-sur-Loire-Sud |
Decize |
Donzy |
Dornes |
Fours |
Guérigny |
Imphy |
Lormes |
Luzy |
La Machine |
Montsauche-les-Settons |
Moulins-Engilbert |
Nevers-Centre |
Nevers-Est |
Nevers-Nord |
Nevers-Sud |
Pougues-les-Eaux |
Pouilly-sur-Loire |
Prémery |
Saint-Amand-en-Puisaye |
Saint-Benin-d'Azy |
Saint-Pierre-le-Moûtier |
Saint-Saulge |
Tannay |
Varzy

## Nord (59)
Anzin |
Arleux |
Armentières |
Avesnes-sur-Helpe-Nord |
Avesnes-sur-Helpe-Sud |
Bailleul-Nord-Est |
Bailleul-Sud-Ouest |
La Bassée |
Bavay |
Bergues |
Berlaimont |
Bouchain |
Bourbourg |
Cambrai-Est |
Cambrai-Ouest |
Carnières |
Cassel |
Le Cateau-Cambrésis |
Clary |
Condé-sur-l'Escaut |
Coudekerque-Branche |
Cysoing |
Denain |
Douai-Nord |
Douai-Nord-Est |
Douai-Sud |
Douai-Sud-Ouest |
Dunkerque-Est |
Dunkerque-Ouest |
Grande-Synthe |
Gravelines |
Haubourdin |
Hautmont |
Hazebrouck-Nord |
Hazebrouck-Sud |
Hondschoote |
Landrecies |
Lannoy |
Lille-Centre |
Lille-Est |
Lille-Nord |
Lille-Nord-Est |
Lille-Ouest |
Lille-Sud |
Lille-Sud-Est |
Lille-Sud-Ouest |
Lomme |
Marchiennes |
Marcoing |
Marcq-en-Barœul |
Maubeuge-Nord |
Maubeuge-Sud |
Merville |
Orchies |
Pont-à-Marcq |
Le Quesnoy-Est |
Le Quesnoy-Ouest |
Quesnoy-sur-Deûle |
Roubaix-Centre |
Roubaix-Est |
Roubaix-Nord |
Roubaix-Ouest |
Saint-Amand-les-Eaux-Rive droite |
Saint-Amand-les-Eaux-Rive gauche |
Seclin-Nord |
Seclin-Sud |
Solesmes |
Solre-le-Château |
Steenvoorde |
Tourcoing-Nord |
Tourcoing-Nord-Est |
Tourcoing-Sud |
Trélon |
Valenciennes-Est |
Valenciennes-Nord |
Valenciennes-Sud |
Villeneuve-d'Ascq-Nord |
Villeneuve-d'Ascq-Sud |
Wormhout

## Oise (60)
Attichy |
Auneuil |
Beauvais-Nord-Est |
Beauvais-Nord-Ouest |
Beauvais-Sud-Ouest |
Betz |
Breteuil |
Chantilly |
Chaumont-en-Vexin |
Clermont |
Compiègne-Nord |
Compiègne-Sud-Est |
Compiègne-Sud-Ouest |
Le Coudray-Saint-Germer |
Creil-Nogent-sur-Oise |
Creil-Sud |
Crépy-en-Valois |
Crèvecœur-le-Grand |
Estrées-Saint-Denis |
Formerie |
Froissy |
Grandvilliers |
Guiscard |
Lassigny |
Liancourt |
Maignelay-Montigny |
Marseille-en-Beauvaisis |
Méru |
Montataire |
Mouy |
Nanteuil-le-Haudouin |
Neuilly-en-Thelle |
Nivillers |
Noailles |
Noyon |
Pont-Sainte-Maxence |
Ressons-sur-Matz |
Ribécourt-Dreslincourt |
Saint-Just-en-Chaussée |
Senlis |
Songeons

## Orne (61)
L'Aigle-Est |
L'Aigle-Ouest |
Alençon-1 |
Alençon-2 |
Alençon-3 |
Argentan-Est |
Argentan-Ouest |
Athis-de-l'Orne |
Bazoches-sur-Hoëne |
Bellême |
Briouze |
Carrouges |
Courtomer |
Domfront |
Écouché |
Exmes |
La Ferté-Frênel |
La Ferté-Macé |
Flers-Nord |
Flers-Sud |
Gacé |
Juvigny-sous-Andaine |
Longny-au-Perche |
Le Mêle-sur-Sarthe |
Le Merlerault |
Messei |
Mortagne-au-Perche |
Mortrée |
Moulins-la-Marche |
Nocé |
Passais |
Pervenchères |
Putanges-Pont-Écrepin |
Rémalard |
Sées |
Le Theil |
Tinchebray |
Tourouvre |
Trun |
Vimoutiers

## Pas-de-Calais (62)
Aire-sur-la-Lys |
Ardres |
Arques |
Arras-Nord |
Arras-Ouest |
Arras-Sud |
Aubigny-en-Artois |
Auchel |
Audruicq |
Auxi-le-Château |
Avesnes-le-Comte |
Avion |
Bapaume |
Barlin |
Beaumetz-lès-Loges |
Berck |
Bertincourt |
Béthune-Est |
Béthune-Nord |
Béthune-Sud |
Boulogne-sur-Mer-Nord-Est |
Boulogne-sur-Mer-Nord-Ouest |
Boulogne-sur-Mer-Sud |
Bruay-la-Buissière |
Bully-les-Mines |
Calais-Centre |
Calais-Est |
Calais-Nord-Ouest |
Calais-Sud-Est |
Cambrin |
Campagne-lès-Hesdin |
Carvin |
Courrières |
Croisilles |
Dainville |
Desvres |
Divion |
Douvrin |
Étaples |
Fauquembergues |
Fruges |
Guînes |
Harnes |
Hénin-Beaumont |
Hesdin |
Heuchin |
Houdain |
Hucqueliers |
Laventie |
Leforest |
Lens-Est |
Lens-Nord-Est |
Lens-Nord-Ouest |
Liévin-Nord |
Liévin-Sud |
Lillers |
Lumbres |
Marquion |
Marquise |
Montigny-en-Gohelle |
Montreuil |
Nœux-les-Mines |
Norrent-Fontes |
Noyelles-sous-Lens |
Outreau |
Le Parcq |
Pas-en-Artois |
Le Portel |
Rouvroy |
Sains-en-Gohelle |
Saint-Omer-Nord |
Saint-Omer-Sud |
Saint-Pol-sur-Ternoise |
Samer |
Vimy |
Vitry-en-Artois |
Wingles

## Puy-de-Dôme (63)
Aigueperse |
Ambert |
Ardes |
Arlanc |
Aubière |
Beaumont |
Besse-et-Saint-Anastaise |
Billom |
Bourg-Lastic |
Chamalières |
Champeix |
Châteldon |
Clermont-Ferrand-Centre |
Clermont-Ferrand-Est |
Clermont-Ferrand-Nord |
Clermont-Ferrand-Nord-Ouest |
Clermont-Ferrand-Ouest |
Clermont-Ferrand-Sud |
Clermont-Ferrand-Sud-Est |
Clermont-Ferrand-Sud-Ouest |
Combronde |
Cournon-d'Auvergne |
Courpière |
Cunlhat |
Ennezat |
Gerzat |
Herment |
Issoire |
Jumeaux |
Lezoux |
Manzat |
Maringues |
Menat |
Montaigut |
Montferrand |
Olliergues |
Pionsat |
Pontaumur |
Pont-du-Château |
Pontgibaud |
Randan |
Riom-Est |
Riom-Ouest |
Rochefort-Montagne |
Royat |
Saint-Amant-Roche-Savine |
Saint-Amant-Tallende |
Saint-Anthème |
Saint-Dier-d'Auvergne |
Saint-Germain-Lembron |
Saint-Germain-l'Herm |
Saint-Gervais-d'Auvergne |
Saint-Rémy-sur-Durolle |
Sauxillanges |
Tauves |
Thiers |
La Tour-d'Auvergne |
Vertaizon |
Veyre-Monton |
Vic-le-Comte |
Viverols

## Pyrénées-Atlantiques (64)
Accous |
Anglet-Nord |
Anglet-Sud |
Aramits |
Arthez-de-Béarn |
Arudy |
Arzacq-Arraziguet |
La Bastide-Clairence |
Bayonne-Est |
Bayonne-Nord |
Bayonne-Ouest |
Biarritz-Est |
Biarritz-Ouest |
Bidache |
Billère |
Espelette |
Garlin |
Hasparren |
Hendaye |
Iholdy |
Jurançon |
Lagor |
Laruns |
Lasseube |
Lembeye |
Lescar |
Mauléon-Licharre |
Monein |
Montaner |
Morlaàs |
Navarrenx |
Nay-Est |
Nay-Ouest |
Oloron-Sainte-Marie-Est |
Oloron-Sainte-Marie-Ouest |
Orthez |
Pau-Centre |
Pau-Est |
Pau-Nord |
Pau-Ouest |
Pau-Sud |
Pontacq |
Saint-Étienne-de-Baïgorry |
Saint-Jean-de-Luz |
Saint-Jean-Pied-de-Port |
Saint-Palais |
Saint-Pierre-d'Irube |
Salies-de-Béarn |
Sauveterre-de-Béarn |
Tardets-Sorholus |
Thèze |
Ustaritz

## Hautes-Pyrénées (65)
Argelès-Gazost |
Arreau |
Aucun |
Aureilhan |
Bagnères-de-Bigorre |
La Barthe-de-Neste |
Bordères-Louron |
Bordères-sur-l'Échez |
Campan |
Castelnau-Magnoac |
Castelnau-Rivière-Basse |
Galan |
Laloubère |
Lannemezan |
Lourdes-Est |
Lourdes-Ouest |
Luz-Saint-Sauveur |
Maubourguet |
Mauléon-Barousse |
Ossun |
Pouyastruc |
Rabastens-de-Bigorre |
Saint-Laurent-de-Neste |
Saint-Pé-de-Bigorre |
Séméac |
Tarbes-1 |
Tarbes-2 |
Tarbes-3 |
Tarbes-4 |
Tarbes-5 |
Tournay |
Trie-sur-Baïse |
Vic-en-Bigorre |
Vielle-Aure

## Pyrénées-Orientales (66)
Argelès-sur-Mer |
Arles-sur-Tech |
Canet-en-Roussillon |
Céret |
La Côte Radieuse |
La Côte Vermeille |
Elne |
Latour-de-France |
Millas |
Mont-Louis |
Olette |
Perpignan-1 |
Perpignan-2 |
Perpignan-3 |
Perpignan-4 |
Perpignan-5 |
Perpignan-6 |
Perpignan-7 |
Perpignan-8 |
Perpignan-9 |
Prades |
Prats-de-Mollo-la-Preste |
Rivesaltes |
Saillagouse |
Saint-Estève |
Saint-Laurent-de-la-Salanque |
Saint-Paul-de-Fenouillet |
Sournia |
Thuir |
Toulouges |
Vinça

## Bas-Rhin (67)
Barr |
Benfeld |
Bischheim |
Bischwiller |
Bouxwiller |
Brumath |
Drulingen |
Erstein |
Geispolsheim |
Haguenau |
Hochfelden |
Illkirch-Graffenstaden |
Lauterbourg |
Marckolsheim |
Marmoutier |
Molsheim |
Mundolsheim |
Niederbronn-les-Bains |
Obernai |
La Petite-Pierre |
Rosheim |
Saales |
Sarre-Union |
Saverne |
Schiltigheim |
Schirmeck |
Sélestat |
Seltz |
Soultz-sous-Forêts |
Strasbourg-1 |
Strasbourg-2 |
Strasbourg-3 |
Strasbourg-4 |
Strasbourg-5 |
Strasbourg-6 |
Strasbourg-7 |
Strasbourg-8 |
Strasbourg-9 |
Strasbourg-10 |
Truchtersheim |
Villé |
Wasselonne |
Wissembourg |
Wœrth

## Haut-Rhin (68)
Altkirch |
Andolsheim |
Cernay |
Colmar-Nord |
Colmar-Sud |
Dannemarie |
Ensisheim |
Ferrette |
Guebwiller |
Habsheim |
Hirsingue |
Huningue |
Illzach |
Kaysersberg |
Lapoutroie |
Masevaux |
Mulhouse-Est |
Mulhouse-Nord |
Mulhouse-Ouest |
Mulhouse-Sud |
Munster |
Neuf-Brisach |
Ribeauvillé |
Rouffach |
Saint-Amarin |
Sainte-Marie-aux-Mines |
Sierentz |
Soultz-Haut-Rhin |
Thann |
Wintzenheim |
Wittenheim

## Rhône (69)
Amplepuis |
Anse |
L'Arbresle |
Beaujeu |
Belleville |
Le Bois-d'Oingt |
Bron |
Caluire-et-Cuire |
Condrieu |
Décines-Charpieu |
Écully |
Givors |
Gleizé |
Irigny |
Lamure-sur-Azergues |
Limonest |
Lyon-I |
Lyon-II |
Lyon-III |
Lyon-IV |
Lyon-V |
Lyon-VI |
Lyon-VII |
Lyon-VIII |
Lyon-IX |
Lyon-X |
Lyon-XI |
Lyon-XII |
Lyon-XIII |
Lyon-XIV |
Meyzieu |
Monsols |
Mornant |
Neuville-sur-Saône |
Oullins |
Rillieux-la-Pape |
Sainte-Foy-lès-Lyon |
Saint-Fons |
Saint-Genis-Laval |
Saint-Laurent-de-Chamousset |
Saint-Priest |
Saint-Symphorien-d'Ozon |
Saint-Symphorien-sur-Coise |
Tarare |
Tassin-la-Demi-Lune |
Thizy-les-Bourgs |
Vaugneray |
Vaulx-en-Velin |
Vénissieux-Nord |
Vénissieux-Sud |
Villefranche-sur-Saône |
Villeurbanne-Centre |
Villeurbanne-Nord |
Villeurbanne-Sud

## Haute-Saône (70)
Amance |
Autrey-lès-Gray |
Champagney |
Champlitte |
Combeaufontaine |
Dampierre-sur-Salon |
Faucogney-et-la-Mer |
Fresne-Saint-Mamès |
Gray |
Gy |
Héricourt-Est |
Héricourt-Ouest |
Jussey |
Lure-Nord |
Lure-Sud |
Luxeuil-les-Bains |
Marnay |
Mélisey |
Montbozon |
Noroy-le-Bourg |
Pesmes |
Port-sur-Saône |
Rioz |
Saint-Loup-sur-Semouse |
Saint-Sauveur |
Saulx |
Scey-sur-Saône-et-Saint-Albin |
Vauvillers |
Vesoul-Est |
Vesoul-Ouest |
Villersexel |
Vitrey-sur-Mance

## Saône-et-Loire (71)
Autun-Nord |
Autun-Sud |
Beaurepaire-en-Bresse |
Bourbon-Lancy |
Buxy |
Chagny |
Chalon-sur-Saône-Centre |
Chalon-sur-Saône-Nord |
Chalon-sur-Saône-Ouest |
Chalon-sur-Saône-Sud |
La Chapelle-de-Guinchay |
Charolles |
Chauffailles |
La Clayette |
Cluny |
Couches |
Le Creusot-Est |
Le Creusot-Ouest |
Cuiseaux |
Cuisery |
Digoin |
Épinac |
Givry |
Gueugnon |
La Guiche |
Issy-l'Évêque |
Louhans |
Lucenay-l'Évêque |
Lugny |
Mâcon-Centre |
Mâcon-Nord |
Mâcon-Sud |
Marcigny |
Matour |
Mesvres |
Montceau-les-Mines-Nord |
Montceau-les-Mines-Sud |
Montcenis |
Montchanin |
Montpont-en-Bresse |
Montret |
Mont-Saint-Vincent |
Palinges |
Paray-le-Monial |
Pierre-de-Bresse |
Saint-Bonnet-de-Joux |
Saint-Gengoux-le-National |
Saint-Germain-du-Bois |
Saint-Germain-du-Plain |
Saint-Léger-sous-Beuvray |
Saint-Martin-en-Bresse |
Semur-en-Brionnais |
Sennecey-le-Grand |
Toulon-sur-Arroux |
Tournus |
Tramayes |
Verdun-sur-le-Doubs

## Sarthe (72)
Allonnes |
Ballon |
Beaumont-sur-Sarthe |
Bonnétable |
Bouloire |
Brûlon |
La Chartre-sur-le-Loir |
Château-du-Loir |
Conlie |
Écommoy |
La Ferté-Bernard |
La Flèche |
La Fresnaye-sur-Chédouet |
Fresnay-sur-Sarthe |
Le Grand-Lucé |
Loué |
Le Lude |
Malicorne-sur-Sarthe |
Mamers |
Le Mans-Centre |
Le Mans-Est-Campagne |
Le Mans-Nord-Campagne |
Le Mans-Nord-Ouest |
Le Mans-Nord-Ville |
Le Mans-Ouest |
Le Mans-Sud-Est |
Le Mans-Sud-Ouest |
Le Mans-Ville-Est |
Marolles-les-Braults |
Mayet |
Montfort-le-Gesnois |
Montmirail |
Pontvallain |
Sablé-sur-Sarthe |
Saint-Calais |
Saint-Paterne |
Sillé-le-Guillaume |
La Suze-sur-Sarthe |
Tuffé |
Vibraye

## Savoie (73)
Aiguebelle |
Aime |
Aix-les-Bains-Centre |
Aix-les-Bains-Nord-Grésy |
Aix-les-Bains-Sud |
Albens |
Albertville-Nord |
Albertville-Sud |
Beaufort |
Bourg-Saint-Maurice |
Bozel |
Chambéry-Est |
Chambéry-Nord |
Chambéry-Sud |
Chambéry-Sud-Ouest |
La Chambre |
Chamoux-sur-Gelon |
Le Châtelard |
Cognin |
Les Échelles |
Grésy-sur-Isère |
Lanslebourg-Mont-Cenis |
Modane |
Montmélian |
La Motte-Servolex |
Moûtiers |
Le Pont-de-Beauvoisin |
La Ravoire |
La Rochette |
Ruffieux |
Saint-Alban-Leysse |
Saint-Genix-sur-Guiers |
Saint-Jean-de-Maurienne |
Saint-Michel-de-Maurienne |
Saint-Pierre-d'Albigny |
Ugine |
Yenne

## Haute-Savoie (74)
Abondance |
Alby-sur-Chéran |
Annecy-Centre |
Annecy-le-Vieux |
Annecy-Nord-Est |
Annecy-Nord-Ouest |
Annemasse-Nord |
Annemasse-Sud |
Le Biot |
Boëge |
Bonneville |
Chamonix-Mont-Blanc |
Cluses |
Cruseilles |
Douvaine |
Évian-les-Bains |
Faverges |
Frangy |
Reignier-Ésery |
La Roche-sur-Foron |
Rumilly |
Saint-Gervais-les-Bains |
Saint-Jeoire |
Saint-Julien-en-Genevois |
Sallanches |
Samoëns |
Scionzier |
Seynod |
Seyssel |
Taninges |
Thônes |
Thonon-les-Bains-Est |
Thonon-les-Bains-Ouest |
Thorens-Glières

## Paris (75)
Departamentul este format dintr-un singur arondisment și nu conține niciun canton. Unica comună este divizată în 20 de arondismente comunale, care nu corespund cantoanelor.

## Seine-Maritime (76)
Argueil |
Aumale |
Bacqueville-en-Caux |
Bellencombre |
Blangy-sur-Bresle |
Bois-Guillaume |
Bolbec |
Boos |
Buchy |
Cany-Barville |
Caudebec-en-Caux |
Caudebec-lès-Elbeuf |
Clères |
Criquetot-l'Esneval |
Darnétal |
Dieppe-Est |
Dieppe-Ouest |
Doudeville |
Duclair |
Elbeuf |
Envermeu |
Eu |
Fauville-en-Caux |
Fécamp |
Fontaine-le-Dun |
Forges-les-Eaux |
Goderville |
Gonfreville-l'Orcher |
Gournay-en-Bray |
Grand-Couronne |
Le Grand-Quevilly |
Le Havre-1 |
Le Havre-2 |
Le Havre-3 |
Le Havre-4 |
Le Havre-5 |
Le Havre-6 |
Le Havre-7 |
Le Havre-8 |
Le Havre-9 |
Lillebonne |
Londinières |
Longueville-sur-Scie |
Maromme |
Montivilliers |
Mont-Saint-Aignan |
Neufchâtel-en-Bray |
Notre-Dame-de-Bondeville |
Offranville |
Ourville-en-Caux |
Pavilly |
Le Petit-Quevilly |
Rouen-1 |
Rouen-2 |
Rouen-3 |
Rouen-4 |
Rouen-5 |
Rouen-6 |
Rouen-7 |
Saint-Étienne-du-Rouvray |
Saint-Romain-de-Colbosc |
Saint-Saëns |
Saint-Valery-en-Caux |
Sotteville-lès-Rouen-Est |
Sotteville-lès-Rouen-Ouest |
Tôtes |
Valmont |
Yerville |
Yvetot

## Seine-et-Marne (77)
Bray-sur-Seine |
Brie-Comte-Robert |
Champs-sur-Marne |
La Chapelle-la-Reine |
Château-Landon |
Le Châtelet-en-Brie |
Chelles |
Claye-Souilly |
Combs-la-Ville |
Coulommiers |
Crécy-la-Chapelle |
Dammartin-en-Goële |
Donnemarie-Dontilly |
La Ferté-Gaucher |
La Ferté-sous-Jouarre |
Fontainebleau |
Lagny-sur-Marne |
Lizy-sur-Ourcq |
Lorrez-le-Bocage-Préaux |
Meaux-Nord |
Meaux-Sud |
Le Mée-sur-Seine |
Melun-Nord |
Melun-Sud |
Mitry-Mory |
Montereau-Fault-Yonne |
Moret-sur-Loing |
Mormant |
Nangis |
Nemours |
Noisiel |
Perthes |
Pontault-Combault |
Provins |
Rebais |
Roissy-en-Brie |
Rozay-en-Brie |
Savigny-le-Temple |
Thorigny-sur-Marne |
Torcy |
Tournan-en-Brie |
Vaires-sur-Marne |
Villiers-Saint-Georges

## Yvelines (78)
Andrésy |
Aubergenville |
Bonnières-sur-Seine |
La Celle-Saint-Cloud |
Chatou |
Le Chesnay |
Chevreuse |
Conflans-Sainte-Honorine |
Guerville |
Houdan |
Houilles |
Limay |
Maisons-Laffitte |
Mantes-la-Jolie |
Mantes-la-Ville |
Marly-le-Roi |
Maurepas |
Meulan-en-Yvelines |
Montfort-l'Amaury |
Montigny-le-Bretonneux |
Le Pecq |
Plaisir |
Poissy-Nord |
Poissy-Sud |
Rambouillet |
Saint-Arnoult-en-Yvelines |
Saint-Cyr-l'École |
Saint-Germain-en-Laye-Nord |
Saint-Germain-en-Laye-Sud |
Saint-Nom-la-Bretèche |
Sartrouville |
Trappes |
Triel-sur-Seine |
Vélizy-Villacoublay |
Versailles-Nord |
Versailles-Nord-Ouest |
Versailles-Sud |
Le Vésinet |
Viroflay

## Deux-Sèvres (79)
Airvault |
Argenton-les-Vallées |
Beauvoir-sur-Niort |
Bressuire |
Brioux-sur-Boutonne |
Celles-sur-Belle |
Cerizay |
Champdeniers-Saint-Denis |
Chef-Boutonne |
Coulonges-sur-l'Autize |
Frontenay-Rohan-Rohan |
Lezay |
Mauléon |
Mauzé-sur-le-Mignon |
Mazières-en-Gâtine |
Melle |
Ménigoute |
Moncoutant |
La Mothe-Saint-Héray |
Niort-Est |
Niort-Nord |
Niort-Ouest |
Parthenay |
Prahecq |
Saint-Loup-Lamairé |
Saint-Maixent-l'École-1 |
Saint-Maixent-l'École-2 |
Saint-Varent |
Sauzé-Vaussais |
Secondigny |
Thénezay |
Thouars-1 |
Thouars-2

## Somme (80)
Abbeville-Nord |
Abbeville-Sud |
Acheux-en-Amiénois |
Ailly-le-Haut-Clocher |
Ailly-sur-Noye |
Albert |
Amiens-1 (Ouest) |
Amiens-2 (Nord-Ouest) |
Amiens-3 (Nord-Est) |
Amiens-4 (Est) |
Amiens-5 (Sud-Est) |
Amiens-6 (Sud) |
Amiens-7 (Sud-Ouest) |
Amiens-8 (Nord) |
Ault |
Bernaville |
Boves |
Bray-sur-Somme |
Chaulnes |
Combles |
Conty |
Corbie |
Crécy-en-Ponthieu |
Domart-en-Ponthieu |
Doullens |
Friville-Escarbotin |
Gamaches |
Hallencourt |
Ham |
Hornoy-le-Bourg |
Molliens-Dreuil |
Montdidier |
Moreuil |
Moyenneville |
Nesle |
Nouvion |
Oisemont |
Péronne |
Picquigny |
Poix-de-Picardie |
Roisel |
Rosières-en-Santerre |
Roye |
Rue |
Saint-Valery-sur-Somme |
Villers-Bocage

## Tarn (81)
Alban |
Albi-Centre |
Albi-Est |
Albi-Nord-Est |
Albi-Nord-Ouest |
Albi-Ouest |
Albi-Sud |
Anglès |
Brassac |
Cadalen |
Carmaux-Nord |
Carmaux-Sud |
Castelnau-de-Montmiral |
Castres-Est |
Castres-Nord |
Castres-Ouest |
Castres-Sud |
Cordes-sur-Ciel |
Cuq-Toulza |
Dourgne |
Gaillac |
Graulhet |
Labruguière |
Lacaune |
Lautrec |
Lavaur |
Lisle-sur-Tarn |
Mazamet-Nord-Est |
Mazamet-Sud-Ouest |
Monestiés |
Montredon-Labessonnié |
Murat-sur-Vèbre |
Pampelonne |
Puylaurens |
Rabastens |
Réalmont |
Roquecourbe |
Saint-Amans-Soult |
Saint-Paul-Cap-de-Joux |
Salvagnac |
Vabre |
Valderiès |
Valence-d'Albigeois |
Vaour |
Vielmur-sur-Agout |
Villefranche-d'Albigeois

## Tarn-et-Garonne (82)
Auvillar |
Beaumont-de-Lomagne |
Bourg-de-Visa |
Castelsarrasin-1 |
Castelsarrasin-2 |
Caussade |
Caylus |
Grisolles |
Lafrançaise |
Lauzerte |
Lavit |
Moissac-1 |
Moissac-2 |
Molières |
Monclar-de-Quercy |
Montaigu-de-Quercy |
Montauban-1 |
Montauban-2 |
Montauban-3 |
Montauban-4 |
Montauban-5 |
Montauban-6 |
Montech |
Montpezat-de-Quercy |
Nègrepelisse |
Saint-Antonin-Noble-Val |
Saint-Nicolas-de-la-Grave |
Valence |
Verdun-sur-Garonne |
Villebrumier

## Var (83)
Aups |
Barjols |
Le Beausset |
Besse-sur-Issole |
Brignoles |
Callas |
Collobrières |
Comps-sur-Artuby |
Cotignac |
La Crau |
Cuers |
Draguignan |
Fayence |
Fréjus |
La Garde |
Grimaud |
Hyères-Est |
Hyères-Ouest |
Lorgues |
Le Luc |
Le Muy |
Ollioules |
Rians |
La Roquebrussanne |
Saint-Mandrier-sur-Mer |
Saint-Maximin-la-Sainte-Baume |
Saint-Raphaël |
Saint-Tropez |
Salernes |
La Seyne-sur-Mer |
Six-Fours-les-Plages |
Solliès-Pont |
Tavernes |
Toulon-1 |
Toulon-2 |
Toulon-3 |
Toulon-4 |
Toulon-5 |
Toulon-6 |
Toulon-7 |
Toulon-8 |
Toulon-9 |
La Valette-du-Var

## Vaucluse (84)
Apt |
Avignon-Est |
Avignon-Nord |
Avignon-Ouest |
Avignon-Sud |
Beaumes-de-Venise |
Bédarrides |
Bollène |
Bonnieux |
Cadenet |
Carpentras-Nord |
Carpentras-Sud |
Cavaillon |
Gordes |
L'Isle-sur-la-Sorgue |
Malaucène |
Mormoiron |
Orange-Est |
Orange-Ouest |
Pernes-les-Fontaines |
Pertuis |
Sault |
Vaison-la-Romaine |
Valréas

## Vendée (85)
Beauvoir-sur-Mer |
Chaillé-les-Marais |
Challans |
Chantonnay |
La Châtaigneraie |
Les Essarts |
Fontenay-le-Comte |
Les Herbiers |
L'Hermenault |
L'Île-d'Yeu |
Luçon |
Maillezais |
Mareuil-sur-Lay-Dissais |
Montaigu |
Mortagne-sur-Sèvre |
La Mothe-Achard |
Moutiers-les-Mauxfaits |
Noirmoutier-en-l'Île |
Palluau |
Le Poiré-sur-Vie |
Pouzauges |
Rocheservière |
La Roche-sur-Yon-Nord |
La Roche-sur-Yon-Sud |
Les Sables-d'Olonne |
Sainte-Hermine |
Saint-Fulgent |
Saint-Gilles-Croix-de-Vie |
Saint-Hilaire-des-Loges |
Saint-Jean-de-Monts |
Talmont-Saint-Hilaire

## Vienne (86)
Availles-Limouzine |
Charroux |
Châtellerault-Nord |
Châtellerault-Ouest |
Châtellerault-Sud |
Chauvigny |
Civray |
Couhé |
Dangé-Saint-Romain |
Gençay |
L'Isle-Jourdain |
Lencloître |
Loudun |
Lusignan |
Lussac-les-Châteaux |
Mirebeau |
Moncontour |
Montmorillon |
Monts-sur-Guesnes |
Neuville-de-Poitou |
Pleumartin |
Poitiers-1 |
Poitiers-2 |
Poitiers-3 |
Poitiers-4 |
Poitiers-5 |
Poitiers-6 |
Poitiers-7 |
Saint-Georges-lès-Baillargeaux |
Saint-Gervais-les-Trois-Clochers |
Saint-Julien-l'Ars |
Saint-Savin |
La Trimouille |
Les Trois-Moutiers |
La Villedieu-du-Clain |
Vivonne |
Vouillé |
Vouneuil-sur-Vienne

## Haute-Vienne (87)
Aixe-sur-Vienne |
Ambazac |
Bellac |
Bessines-sur-Gartempe |
Châlus |
Châteauneuf-la-Forêt |
Châteauponsac |
Le Dorat |
Eymoutiers |
Laurière |
Limoges-Beaupuy |
Limoges-Carnot |
Limoges-Centre |
Limoges-Cité |
Limoges-Condat |
Limoges-Corgnac |
Limoges-Couzeix |
Limoges-Émailleurs |
Limoges-Grand-Treuil |
Limoges-Isle |
Limoges-La Bastide |
Limoges-Landouge |
Limoges-Le Palais |
Limoges-Panazol |
Limoges-Puy-las-Rodas |
Limoges-Vigenal |
Magnac-Laval |
Mézières-sur-Issoire |
Nantiat |
Nexon |
Nieul |
Oradour-sur-Vayres |
Pierre-Buffière |
Rochechouart |
Saint-Germain-les-Belles |
Saint-Junien-Est |
Saint-Junien-Ouest |
Saint-Laurent-sur-Gorre |
Saint-Léonard-de-Noblat |
Saint-Mathieu |
Saint-Sulpice-les-Feuilles |
Saint-Yrieix-la-Perche

## Vosges (88)
Bains-les-Bains |
Brouvelieures |
Bruyères |
Bulgnéville |
Charmes |
Châtel-sur-Moselle |
Châtenois |
Corcieux |
Coussey |
Darney |
Dompaire |
Épinal-Est |
Épinal-Ouest |
Fraize |
Gérardmer |
Lamarche |
Mirecourt |
Monthureux-sur-Saône |
Neufchâteau |
Plombières-les-Bains |
Provenchères-sur-Fave |
Rambervillers |
Raon-l'Étape |
Remiremont |
Saint-Dié-des-Vosges-Est |
Saint-Dié-des-Vosges-Ouest |
Saulxures-sur-Moselotte |
Senones |
Le Thillot |
Vittel |
Xertigny

## Yonne (89)
Aillant-sur-Tholon |
Ancy-le-Franc |
Auxerre-Est |
Auxerre-Nord |
Auxerre-Nord-Ouest |
Auxerre-Sud |
Auxerre-Sud-Ouest |
Avallon |
Bléneau |
Brienon-sur-Armançon |
Cerisiers |
Chablis |
Charny |
Chéroy |
Coulanges-la-Vineuse |
Coulanges-sur-Yonne |
Courson-les-Carrières |
Cruzy-le-Châtel |
Flogny-la-Chapelle |
Guillon |
L'Isle-sur-Serein |
Joigny |
Ligny-le-Châtel |
Migennes |
Noyers |
Pont-sur-Yonne |
Quarré-les-Tombes |
Saint-Fargeau |
Saint-Florentin |
Saint-Julien-du-Sault |
Saint-Sauveur-en-Puisaye |
Seignelay |
Sens-Nord-Est |
Sens-Ouest |
Sens-Sud-Est |
Sergines |
Tonnerre |
Toucy |
Vermenton |
Vézelay |
Villeneuve-l'Archevêque |
Villeneuve-sur-Yonne

## Territoire de Belfort (90)
Beaucourt |
Belfort-Centre |
Belfort-Est |
Belfort-Nord |
Belfort-Ouest |
Belfort-Sud |
Châtenois-les-Forges |
Danjoutin |
Delle |
Fontaine |
Giromagny |
Grandvillars |
Offemont |
Rougemont-le-Château |
Valdoie

## Essonne (91)
Arpajon |
Athis-Mons |
Bièvres |
Brétigny-sur-Orge |
Brunoy |
Chilly-Mazarin |
Corbeil-Essonnes-Est |
Corbeil-Essonnes-Ouest |
Dourdan |
Draveil |
Épinay-sous-Sénart |
Étampes |
Étréchy |
Évry-Nord |
Évry-Sud |
La Ferté-Alais |
Gif-sur-Yvette |
Grigny |
Juvisy-sur-Orge |
Limours |
Longjumeau |
Massy-Est |
Massy-Ouest |
Mennecy |
Méréville |
Milly-la-Forêt |
Montgeron |
Montlhéry |
Morsang-sur-Orge |
Orsay |
Palaiseau |
Ris-Orangis |
Saint-Chéron |
Sainte-Geneviève-des-Bois |
Saint-Germain-lès-Corbeil |
Saint-Michel-sur-Orge |
Savigny-sur-Orge |
Les Ulis |
Vigneux-sur-Seine |
Villebon-sur-Yvette |
Viry-Châtillon |
Yerres

## Hauts-de-Seine (92)
Antony |
Asnières-sur-Seine-Nord |
Asnières-sur-Seine-Sud |
Bagneux |
Bois-Colombes |
Boulogne-Billancourt-Nord-Est |
Boulogne-Billancourt-Nord-Ouest |
Boulogne-Billancourt-Sud |
Bourg-la-Reine |
Châtenay-Malabry |
Châtillon |
Chaville |
Clamart |
Clichy |
Colombes-Nord-Est |
Colombes-Nord-Ouest |
Colombes-Sud |
Courbevoie-Nord |
Courbevoie-Sud |
Fontenay-aux-Roses |
Garches |
La Garenne-Colombes |
Gennevilliers-Nord |
Gennevilliers-Sud |
Issy-les-Moulineaux-Est |
Issy-les-Moulineaux-Ouest |
Levallois-Perret-Nord |
Levallois-Perret-Sud |
Malakoff |
Meudon |
Montrouge |
Nanterre-Nord |
Nanterre-Sud-Est |
Nanterre-Sud-Ouest |
Neuilly-sur-Seine-Nord |
Neuilly-sur-Seine-Sud |
Le Plessis-Robinson |
Puteaux |
Rueil-Malmaison |
Saint-Cloud |
Sceaux |
Sèvres |
Suresnes |
Vanves |
Villeneuve-la-Garenne

## Seine-Saint-Denis (93)
Aubervilliers-Est |
Aubervilliers-Ouest |
Aulnay-sous-Bois-Nord |
Aulnay-sous-Bois-Sud |
Bagnolet |
Le Blanc-Mesnil |
Bobigny |
Bondy-Nord-Ouest |
Bondy-Sud-Est |
Le Bourget |
La Courneuve |
Drancy |
Épinay-sur-Seine |
Gagny |
Les Lilas |
Livry-Gargan |
Montfermeil |
Montreuil-Est |
Montreuil-Nord |
Montreuil-Ouest |
Neuilly-Plaisance |
Neuilly-sur-Marne |
Noisy-le-Grand |
Noisy-le-Sec |
Pantin-Est |
Pantin-Ouest |
Les Pavillons-sous-Bois |
Pierrefitte-sur-Seine |
Le Raincy |
Romainville |
Rosny-sous-Bois |
Saint-Denis-Nord-Est |
Saint-Denis-Nord-Ouest |
Saint-Denis-Sud |
Saint-Ouen |
Sevran |
Stains |
Tremblay-en-France |
Villemomble |
Villepinte

## Val-de-Marne (94)
Alfortville-Nord |
Alfortville-Sud |
Arcueil |
Boissy-Saint-Léger |
Bonneuil-sur-Marne |
Bry-sur-Marne |
Cachan |
Champigny-sur-Marne-Centre |
Champigny-sur-Marne-Est |
Champigny-sur-Marne-Ouest |
Charenton-le-Pont |
Chennevières-sur-Marne |
Chevilly-Larue |
Choisy-le-Roi |
Créteil-Nord |
Créteil-Ouest |
Créteil-Sud |
Fontenay-sous-Bois-Est |
Fontenay-sous-Bois-Ouest |
Fresnes |
L'Haÿ-les-Roses |
Ivry-sur-Seine-Est |
Ivry-sur-Seine-Ouest |
Joinville-le-Pont |
Le Kremlin-Bicêtre |
Maisons-Alfort-Nord |
Maisons-Alfort-Sud |
Nogent-sur-Marne |
Orly |
Ormesson-sur-Marne |
Le Perreux-sur-Marne |
Saint-Mandé |
Saint-Maur-des-Fossés-Centre |
Saint-Maur-des-Fossés-Ouest |
Saint-Maur-La Varenne |
Sucy-en-Brie |
Thiais |
Valenton |
Villecresnes |
Villejuif-Est |
Villejuif-Ouest |
Villeneuve-le-Roi |
Villeneuve-Saint-Georges |
Villiers-sur-Marne |
Vincennes-Est |
Vincennes-Ouest |
Vitry-sur-Seine-Est |
Vitry-sur-Seine-Nord |
Vitry-sur-Seine-Ouest

## Val-d'Oise (95)
Argenteuil-Est |
Argenteuil-Nord |
Argenteuil-Ouest |
Beauchamp |
Beaumont-sur-Oise |
Bezons |
Cergy-Nord |
Cergy-Sud |
Cormeilles-en-Parisis |
Domont |
Eaubonne |
Écouen |
Enghien-les-Bains |
Ermont |
Franconville |
Garges-lès-Gonesse-Est |
Garges-lès-Gonesse-Ouest |
Gonesse |
Goussainville |
L'Hautil |
Herblay |
L'Isle-Adam |
Luzarches |
Magny-en-Vexin |
Marines |
Montmorency |
Pontoise |
Saint-Gratien |
Saint-Leu-la-Forêt |
Saint-Ouen-l'Aumône |
Sannois |
Sarcelles-Nord-Est |
Sarcelles-Sud-Ouest |
Soisy-sous-Montmorency |
Taverny |
La Vallée-du-Sausseron |
Viarmes |
Vigny |
Villiers-le-Bel

## Guadeloupe (971)
Les Abymes-1 |
Les Abymes-2 |
Les Abymes-3 |
Les Abymes-4 |
Les Abymes-5 |
Anse-Bertrand |
Baie-Mahault |
Basse-Terre-1 |
Basse-Terre-2 |
Bouillante |
Capesterre-Belle-Eau-1 |
Capesterre-Belle-Eau-2 |
Capesterre-de-Marie-Galante |
La Désirade |
Le Gosier-1 |
Le Gosier-2 |
Gourbeyre |
Goyave |
Grand-Bourg |
Lamentin |
Morne-à-l'Eau-1 |
Morne-à-l'Eau-2 |
Le Moule-1 |
Le Moule-2 |
Petit-Bourg |
Petit-Canal |
Pointe-à-Pitre-1 |
Pointe-à-Pitre-2 |
Pointe-à-Pitre-3 |
Pointe-Noire |
Saint-Claude |
Sainte-Anne-1 |
Sainte-Anne-2 |
Sainte-Rose-1 |
Sainte-Rose-2 |
Les Saintes |
Saint-François |
Saint-Louis |
Trois-Rivières |
Vieux-Habitants

## Martinica (972)
L'Ajoupa-Bouillon |
Les Anses-d'Arlet |
Basse-Pointe |
Le Carbet |
Case-Pilote-Bellefontaine |
Le Diamant |
Ducos |
Fort-de-France-1 |
Fort-de-France-2 |
Fort-de-France-3 |
Fort-de-France-4 |
Fort-de-France-5 |
Fort-de-France-6 |
Fort-de-France-7 |
Fort-de-France-8 |
Fort-de-France-9 |
Fort-de-France-10 |
Le François-1 Nord |
Le François-2 Sud |
Gros-Morne |
Le Lamentin-1 Sud-Bourg |
Le Lamentin-2 Nord |
Le Lamentin-3 Est |
Le Lorrain |
Macouba |
Le Marigot |
Le Marin |
Le Morne-Rouge |
Le Prêcheur |
Rivière-Pilote |
Rivière-Salée |
Le Robert-1 Sud |
Le Robert-2 Nord |
Sainte-Anne |
Sainte-Luce |
Sainte-Marie-1 Nord |
Sainte-Marie-2 Sud |
Saint-Esprit |
Saint-Joseph |
Saint-Pierre |
Schœlcher-1 |
Schœlcher-2 |
La Trinité |
Les Trois-Îlets |
Le Vauclin

## Guyana Franceză (973)
Approuague-Kaw |
Cayenne-1 Nord-Ouest |
Cayenne-2 Nord-Est |
Cayenne-3 Sud-Ouest |
Cayenne-4 Centre |
Cayenne-5 Sud |
Cayenne-6 Sud-Est |
Iracoubo |
Kourou |
Macouria |
Mana |
Maripasoula |
Matoury |
Montsinéry-Tonnegrande |
Rémire-Montjoly |
Roura |
Saint-Georges-Oyapoc |
Saint-Laurent-du-Maroni |
Sinnamary

## Réunion (974)
Les Avirons |
Bras-Panon |
Entre-Deux |
L'Étang-Salé |
Petite-Île |
La Plaine-des-Palmistes |
Le Port-1 Nord |
Le Port-2 Sud |
La Possession |
Saint-André-1 |
Saint-André-2 |
Saint-André-3 |
Saint-Benoît-1 |
Saint-Benoît-2 |
Saint-Denis-1 |
Saint-Denis-2 |
Saint-Denis-3 |
Saint-Denis-4 |
Saint-Denis-5 |
Saint-Denis-6 |
Saint-Denis-7 |
Saint-Denis-8 |
Saint-Denis-9 |
Sainte-Marie |
Sainte-Rose |
Sainte-Suzanne |
Saint-Joseph-1 |
Saint-Joseph-2 |
Saint-Leu-1 |
Saint-Leu-2 |
Saint-Louis-1 |
Saint-Louis-2 |
Saint-Louis-3 |
Saint-Paul-1 |
Saint-Paul-2 |
Saint-Paul-3 |
Saint-Paul-4 |
Saint-Paul-5 |
Saint-Philippe |
Saint-Pierre-1 |
Saint-Pierre-2 |
Saint-Pierre-3 |
Saint-Pierre-4 |
Salazie |
Le Tampon-1 |
Le Tampon-2 |
Le Tampon-3 |
Le Tampon-4 |
Les Trois-Bassins

## Mayotte (976)
Acoua |
Bandraboua |
Bandrele |
Bouéni |
Chiconi |
Chirongui |
Dembeni |
Dzaoudzi |
Kani-Kéli |
Koungou |
Mamoudzou-I |
Mamoudzou-II |
Mamoudzou-III |
Mtsamboro |
M'Tsangamouji |
Ouangani |
Pamandzi |
Sada |
Tsingoni